# Skalenhöhe
Die Skalenhöhe H ist bei einer exponentiell abnehmenden Funktion der Wert, bei dem sich die Funktion um den Faktor {\displaystyle \mathrm {e} \approx 2{,}7\ldots } (die Eulersche Zahl) verringert. Ebenso gibt sie die durchschnittliche Höhe der einzelnen Massenelemente an, wenn die  Exponentialfunktion einen Dichteverlauf angibt. Das Integral der exponentiellen Funktion über alle Höhen ist gleich dem Produkt aus Anfangswert und Skalenhöhe.
In Formeln: Ist die Funktion durch {\displaystyle \mathrm {e} ^{-{\frac {x}{H}}}} oder
{\displaystyle \rho (x)=\rho _{0}\cdot \mathrm {e} ^{-{\frac {x}{H}}}} gegeben, dann: 
{\displaystyle H=\int _{0}^{\infty }\mathrm {e} ^{-{\frac {x}{H}}}\,\mathrm {d} x}
und
{\displaystyle \int _{0}^{\infty }\rho (x)\,\mathrm {d} x=\int _{0}^{\infty }\rho _{0}\mathrm {e} ^{-{\frac {x}{H}}}\,\mathrm {d} x=\rho _{0}H}
Bei Exponentialfunktionen, die andere Abhängigkeiten als die von einer Höhe beschreiben, wird die der Skalenhöhe analoge Größe wie folgt bezeichnet:
- Zerfallsgesetz: Kehrwert der Zerfallskonstanten, Zerfallszeit, (mittlere) Lebensdauer
- Absorption (Physik): Kehrwert des Absorptionskoeffizienten,  (mittlere) Eindringtiefe

## Skalenhöhe der Atmosphäre
Die Skalenhöhe in der barometrischen Höhenformel für den höhenabhängigen Druck beträgt im erdnahen Bereich:
{\displaystyle H={\frac {RT}{Mg}}={\frac {k_{\mathrm {B} }T}{mg}}=7{,}8\,\mathrm {km} }
mit R: universelle Gaskonstante, T: Temperatur, M: molare Masse, g: Erdbeschleunigung, kB: Boltzmann-Konstante, N: Teilchenzahl, m: Teilchenmasse.
Bei einer Höhe größer als 100 km nimmt die Temperatur auf 1500 K zu, die Molmasse auf 16 g/mol ab. Eine gute Näherung für den höhenabhängigen Druck ist eine angepasste Skalenhöhe von H = 26 km.
In der Marsatmosphäre liegt die Skalenhöhe hingegen bei 11 km.
In der Astronomie spricht man von einer Luftmasse mit der Dicke einer Skalenhöhe, die, bei konstantem Bodendruck, die gleiche Lichtschwächung besitzt, wie die gesamte Atmosphäre mit exponentiell fallender Dichte und Druck.